# Ken Dryden
Kenneth Wayne Dryden (Hamilton, 8 agosto 1947) è un ex hockeista su ghiaccio, dirigente sportivo e politico canadese.
Nel corso della carriera militò nella National Hockey League come portiere dei Montreal Canadiens, conquistando sei edizioni della Stanley Cup. Dopo il ritiro entrò a far parte dell'Hockey Hall of Fame e ricoprì gli incarichi di general manager e presidente dei Toronto Maple Leafs. Successivamente intraprese la carriera politica divenendo parlamentare e per due anni ministro del governo Martin. Anche suo fratello maggiore Dave fu un giocatore di hockey su ghiaccio professionista.

## Carriera

### Club
Dryden fu selezionato dai Boston Bruins in occasione dell'NHL Amateur Draft 1964 in quattordicesima posizione assoluta. Quello stesso giorno Boston cedette Dryden insieme ad Alex Campbell ai Montreal Canadiens in cambio di Paul Reid and Guy Allen. Dryden fu informato dal suo agente di essere stato selezionato dai Canadiens, ma fu solo a metà degli anni 1970 che il giocatore venne a sapere di essere stato scelto in realtà da Boston.
Piuttosto che iniziare a giocare per i Canadiens Dryden conseguì il Bachelor of Arts in storia presso la Cornell University, ateneo nel quale giocò a hockey fino alla laurea nel 1969. Con la maglia dei Big Red vinse il titolo nazionale della NCAA nel 1967 oltre a tre titoli consecutivi nella conference ECAC.
Dopo un anno di transizione nel 1970 Dryden entrò a far parte dell'organizzazione dei Canadiens. Trascorse la prima parte dell'anno in American Hockey League giocando con il farm team dei Voyageurs, mentre nel marzo del 1971 fece il proprio esordio in National Hockey League al termine della stagione regolare. Dopo aver vinto sei gare su sei Dryden conquistò il posto di titolare in vista dei playoff a scapito del veterano Rogie Vachon. La stagione si concluse con la conquista della Stanley Cup contro i Chicago Black Hawks per 4-2 e il giovane Dryden fu premiato con il Conn Smythe Trophy come miglior giocatore dei playoff. Dryden iniziò la stagione successiva con i gradi di titolare e nel 1972 conquistò il Calder Trophy come rookie dell'anno, dato che l'anno prima aveva giocato troppi pochi incontri per poter concorrere al titolo. Rimane l'unico giocatore nella storia della NHL capace di vincere prima il Conn Smythe che il Calder Trophy.
Dopo il secondo titolo e il primo Vezina Trophy vinti nel 1973 Dryden decise di prendersi un anno sabbatico per conseguire la laurea in legge alla McGill University e lavorare presso uno studio di avvocati a Toronto. La causa della decisione di Dryden fu il mancato accordo con l'allora general manager dei Canadiens Sam Pollock, il quale offrì un rinnovo di contratto ritenuto non adeguato da parte del giocatore.
Dopo aver trovato un nuovo accordo nel 1974 Dryden ritornò a vestire la maglia dei Canadiens. Nelle cinque stagioni successive la franchigia canadese conquistò quattro Stanley Cup, mentre a livello personale Dryden su sempre inserito nell'NHL First All-Star Team e vinse altri quattro Vezina Trophy. Decise di ritirarsi dall'attività agonistica al termine della stagione 1978-79 a soli trentuno anni di età.
Nonostante la breve carriera Dryden fu considerato uno dei migliori giocatori nella storia della NHL, e nel 1998 fu inserito nella lista dei 100 migliori giocatori secondo la rivista The Hockey News in venticinquesima posizione. Dryden nel 1983 entrò a far parte della Hockey Hall of Fame, mentre il 29 gennaio 2007 la sua maglia numero 29 fu ritirata dai Canadiens.

### Nazionale
Al termine della stagione 1968-69, quando ancora frequentava la Cornell University, Dryden fu chiamato dalla nazionale canadese per prendere parte ai campionati mondiali del 1969 in Svezia, giocando due incontri. La stagione successiva non giocò a livello agonistico ma continuò ad allenarsi con il Team Canada.
Nel settembre del 1972 fu scelto insieme a Tony Esposito dei Chicago Black Hawks per difendere la porta del Canada in occasione delle Summit Series. Dryden giocò quattro delle otto sfide previste: la prima e la quarta si conclusero con il successo dell'Unione Sovietica, mentre la sesta e l'ottava furono vinte dai nordamericani.

## Dopo il ritiro

### Commentatore e dirigente
Dryden fece l'opinionista in occasione di tre tornei olimpici: 1980, 1984 e 1988. Fu inoltre scelto dalla ABC come commentatore tecnico insieme al giornalista Al Michaels durante il celebre Miracolo sul ghiaccio.
Nel 1997 il proprietario di minoranza Larry Tanenbaum assunse Dryden per diventare il nuovo presidente della franchigia dei Toronto Maple Leafs. Un anno più tardi fu scelto come nuovo allenatore Pat Quinn, non in ottimi rapporti con Dryden. Pochi mesi dopo aver accettato la panchina della squadra Quinn diventò il nuovo general manager, impedendo così a Dryden di scegliere il suo ex compagno di squadra Bob Gainey.
Nell'agosto 2003 vi furono numerosi cambiamenti societari, fra i quali l'assunzione come nuovo GM di John Ferguson Jr.. Il proprietario di maggioranza Steve Stavro cedette il proprio posto a Larry Tanenbaum. Quinn invece fu confermato ma solo come allenatore. La posizione di Dryden venne abolita accorpando i Leafs e Raptors sotto la guida del presidente e amministratore delegato della Maple Leaf Sports & Entertainment (MLSE) Richard Peddie. Dryden rimase come vice presidente della MLSE fino al 2004, quando scelse di lasciare i Leafs per entrare in politica.

### Politico
Dryden si unì al Partito Liberale del Canada e si candidò alla Camera dei comuni in occasione delle elezioni federali del giugno 2004. Dryden fu scelto dall'allora Primo ministro Paul Martin come candidato in un collegio elettorale storicamente favorevole ai liberali della città di Toronto.
Dryden fu eletto in Parlamento nel distretto "York Centre" con un margine di oltre 11.000 voti. Successivamente fu nominato nel gabinetto di governo come ministro dello sviluppo sociale. Dryden fu rieletto nelle elezioni del 2006, tuttavia i Liberali furono sconfitti e Paul Martin dovette rinunciare alla guida del partito. Dryden quello stesso anno si candidò alla guida del Partito Liberale, venendo però eliminato al primo turno.
Nel 2008 vinse ancora le elezioni nel proprio distretto nonostante il calo di consensi, mentre nel 2011 dovette lasciare il proprio seggio in parlamento dopo essere stato sconfitto dal conservatore Mark Adler.

## Palmarès

### Club
- Stanley Cup: 6

Montréal: 1970-71, 1972-73, 1975-76, 1976-77, 1977-78, 1978-79
- ECAC Hockey: 3

Cornell University: 1966-67, 1967-68, 1968-69
- NCAA Championship: 1

Cornell University: 1966-67

### Nazionale
- Summit Series: 1

1972

### Individuale
- Hockey Hall of Fame: 1

1983
- Calder Memorial Trophy: 1

1971-72
- Conn Smythe Trophy: 1

1971
- NHL First All-Star Team: 5

1972-73, 1975-76, 1976-77, 1977-78, 1978-79
- NHL Second All-Star Team: 1

1971-72
- Vezina Trophy: 5

1972-73, 1975-76, 1976-77, 1977-78, 1978-79
- NHL All-Star Game: 5

1972, 1975, 1976, 1977, 1978
- NCAA East First All-American Team: 3

1966-67, 1967-68, 1968-69
- ECAC First All-Star Team: 3

1966-67, 1967-68, 1968-69
- ECAC Player of the Year: 1

1968-69